# Viale degli angeli
Il viale degli angeli (in russo Aллея Aнгелов?, Alleja Angelov) è un complesso commemorativo, ubicato a Donec'k, a ricordo dei bambini morti durante la guerra del Donbass. Situato nel parco della Cultura e del Tempo Libero del Komsomol Leninista, è stato inaugurato il 5 maggio 2015. Successivamente una parte del memoriale è stata spostata nel vicino Parco della Vittoria, lungo viale Ševčenko, nel distretto Kalininskij. Ogni 27 luglio in occasione della "Giornata internazionale dell'infanzia", si tengono manifestazioni di cordoglio presso il complesso commemorativo.

## Storia del viale
Dopo essere diventato sindaco di Donec'k nel 2014, Igor Martynov propose di perpetuare la memoria dei bambini morti durante la guerra del Donbass, ricevendo il sostegno unanime di tutti i membri dell'amministrazione comunale.
Come luogo per l'installazione della targa commemorativa venne scelto il piazzale del parco della Cultura e del Tempo Libero, vicino alla "Ferrovia dei bambini": il sito è stato quindi attrezzato, sono state posate lastre di pavimentazione e il 3 maggio 2015 è stata installata la targa, in granito rosso, su cui venne incisa l'iscrizione a lettere dorate: "Viale degli angeli. In memoria dei bambini morti del Donbass". L'inaugurazione del memoriale è poi avvenuta il 5 maggio 2015.
All'ingresso del complesso commemorativo è stato installato un arco alto 2,5 metri e largo 2 metri. L'arco è costituito da rose (il simbolo di Donec'k), e tra di esse sono intrecciati proiettili di una mitragliatrice pesante e colombe, simbolo di pace. Sotto l'arco è stata posta una lastra di granito, dove sono incisi in ordine alfabetico i nomi dei bambini morti e la loro età: i due più piccoli avevano meno di un anno.
L'arco e la targa con i nomi sono poi stati spostati al Parco della Vittoria, presso il "Palazzo dei Pionieri", lungo viale Ševčenko, nel distretto Kalininskij.

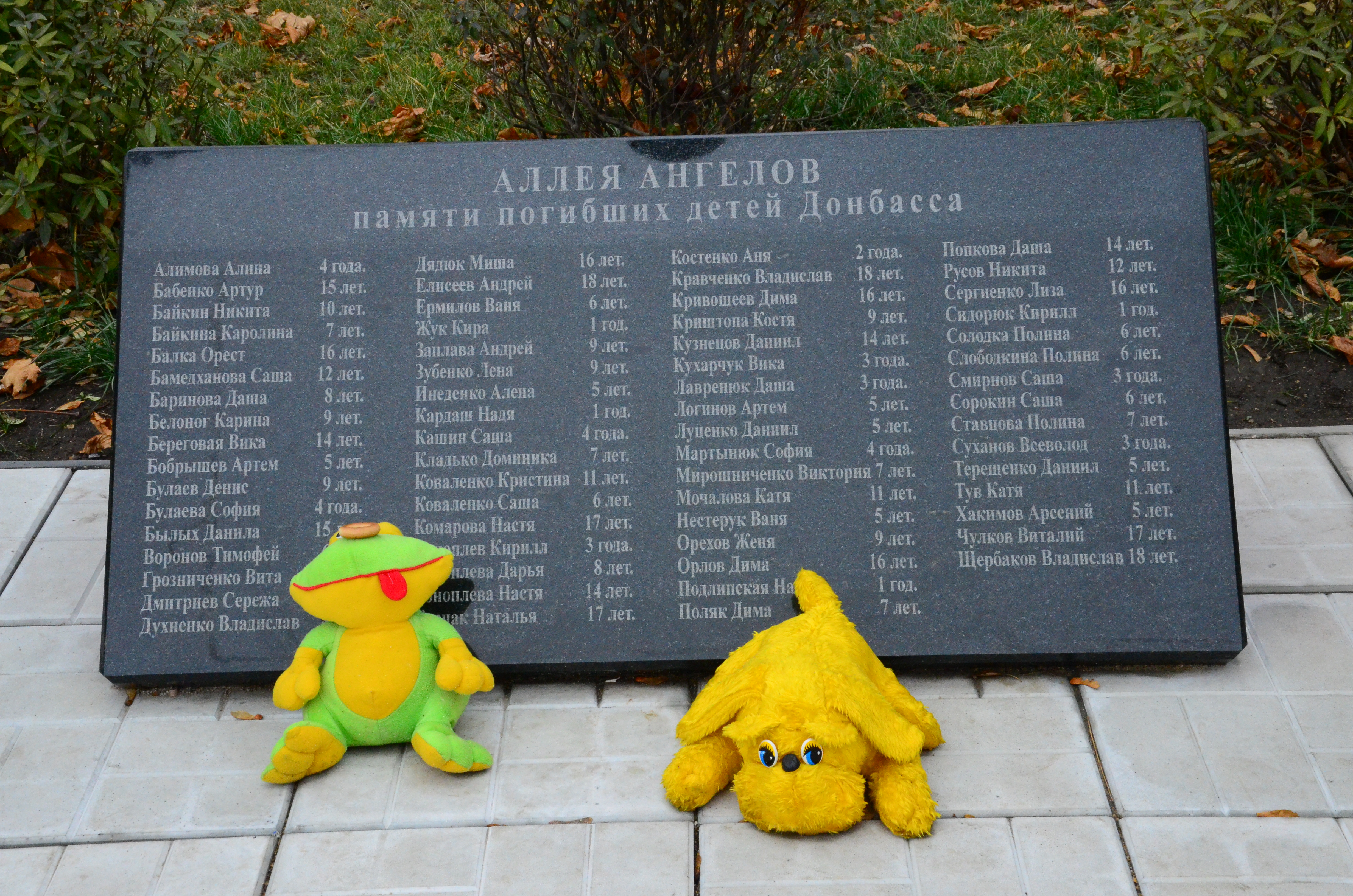
Lastra con i nomi dei bambini morti nel Parco della Vittoria

### Il monumento ai bambini del Donbass
Nel 2015 la Federazione Russa ha organizzato il progetto "Pace nel mondo", in cui bambini provenienti dalla Russia e dal resto d'Europa hanno disegnato schizzi di una scultura commemorativa per i bambini del Donbass. Lo scultore russo Denis Seleznev, basandosi su un modello realizzato dagli studenti delle scuole superiori dell'istituto n. 1100 di Mosca insieme a bambini provenienti dalla Germania, ha creato un gruppo scultoreo in memoria dei bambini del Donbass. Nella composizione scultorea un ragazzo guarda il cielo, proteggendo col proprio corpo la sorella minore; l'opera è stata installata sul viale degli angeli ed inaugurata il 2 giugno 2017, alla presenza di ospiti provenienti da Germania ed Italia. Dopo l'inaugurazione, il monumento è stato consacrato dal clero della chiesa di San Nicola di Donec'k e, alla fine dell'evento, si è tenuto un servizio di preghiera per la pace nel Donbass.